# Kenny McIntosh
Kennedy "Kenny" McIntosh (21 de enero de 1949 en Detroit, Míchigan - 6 de marzo de 2009 en Los Ángeles, California) fue un jugador de baloncesto estadounidense que disputó 4 temporadas en la NBA. Con 2,00 metros de altura, lo hacía en la posición de alero.

## Trayectoria deportiva

### Universidad
Jugó durante cuatro temporadas con los Eagles de la Universidad Eastern Michigan, en las que promedió 18,5 puntos y 12,0 rebotes por partido. Hoy en día todavía es el líder de los Eagles en anotación, con 2219 puntos, y en rebotes, con 1426. Su camiseta con el número 54 fue retirada en enero de 2006 como reconocimiento a su carrera.

### Profesional
Fue elegido en la decimoquinta posición del Draft de la NBA de 1971 por Chicago Bulls, y también por los Memphis Tams en la quinta ronda del Draft de la ABA, eligiendo la primera opción. Apenas contó para su entrenador, Dick Motta, en su primera temporada, teniendo que conformarse con jugar poco más de 9 minutos por encuentro, en los que promedió 3,1 puntos y 2,1 rebotes por partido.
Nada más comenzar la temporada 1972-73 fue traspasado a Seattle Supersonics a cambio de Gar Heard y una futura tercera ronda del draft. Allí tuvo más oportunidades de juego, destacando más por su juego defensivo que por el ataque en la temporada 1973-74, en la que promedió 7,4 puntos y 5,2 rebotes por partido, sus mejores números como profesional. Pero a las pocas semanas de comenzar la siguiente campaña, McIntosh se lesionó de gravedad, poniendo punto final a su carrera deportiva.

## Estadísticas de su carrera en la NBA

### Temporada regular
| Temp.   | Edad | Equipo  | Liga | P   | TIT | MIN  | TC  | TCA | %TC  | 3P | 3PA | %3P | TL  | TLA | %TL  | R.OF. | R.DEF. | REB | ASIS | ROB | TAP | PER | FP  | PTS |
| 1971-72 | 23   | Chicago | NBA  | 43  |     | 9.4  | 1.3 | 3.9 | .339 |    |     |     | 0.5 | 1.0 | .477 |       |        | 2.1 | 0.4  |     |     |     | 1.0 | 3.1 |
| 1972-73 | 24   | TOTAL   | NBA  | 59  |     | 19.3 | 1.9 | 5.8 | .337 |    |     |     | 0.7 | 1.1 | .597 |       |        | 3.9 | 0.9  |     |     |     | 1.7 | 4.6 |
| 1972-73 | 24   | Chicago | NBA  | 3   |     | 11.0 | 2.7 | 4.3 | .615 |    |     |     | 0.0 | 0.7 | .000 |       |        | 3.0 | 0.3  |     |     |     | 1.3 | 5.3 |
| 1972-73 | 24   | Seattle | NBA  | 56  |     | 19.7 | 1.9 | 5.9 | .326 |    |     |     | 0.7 | 1.2 | .615 |       |        | 4.0 | 0.9  |     |     |     | 1.8 | 4.5 |
| 1973-74 | 25   | Seattle | NBA  | 69  |     | 29.8 | 3.2 | 8.3 | .389 |    |     |     | 0.9 | 1.6 | .607 | 1.6   | 3.6    | 5.2 | 1.4  | 0.8 | 0.4 |     | 2.6 | 7.4 |
| 1974-75 | 26   | Seattle | NBA  | 6   |     | 16.8 | 1.0 | 4.8 | .207 |    |     |     | 1.0 | 1.5 | .667 | 1.0   | 1.5    | 2.5 | 1.2  | 0.7 | 0.5 |     | 2.0 | 3.0 |
| Total   |      |         | NBA  | 177 |     | 20.9 | 2.3 | 6.3 | .361 |    |     |     | 0.7 | 1.3 | .581 | 1.6   | 3.5    | 3.9 | 1.0  | 0.7 | 0.4 |     | 1.9 | 5.3 |

## Fallecimiento
McIntosh falleció el 6 de marzo de 2009 en un hospital universitario de Los Ángeles a causa de un derrame cerebral, a los 60 años de edad.